# Ronde van Frankrijk 1989
De 76e editie van de Ronde van Frankrijk ging op 1 juli 1989 van start in Luxemburg en voerde via Luik, Rennes, Bordeaux, de Pyreneeën, Marseille en de Franse Alpen tegen de klok in naar de Champs-Élysées in Parijs, waar de wielerwedstrijd op 23 juli 1989 eindigde.
De editie van 1989 zou een van de spannendste ooit worden. Tweevoudig winnaar (1983 en 1984) Laurent Fignon en de winnaar van 1986, Greg LeMond, zetten elkaar tot de laatste dag in een secondespel onder druk, waarbij het verschil tussen de beide kemphanen nooit groter dan een minuut werd. De winnaar van 1988, Pedro Delgado, gooide in de eerste dagen van La Grande Boucle zijn eigen glazen in, door in de proloog te laat aan de start te verschijnen en in de ploegentijdrit met Reynolds-Banesto laatste te worden. Hij werd derde in het eindklassement op 3'34" van winnaar LeMond. Deze versloeg uiteindelijk op de laatste dag Fignon door in een tijdrit van Versailles naar Parijs een achterstand van 50 seconden om te buigen in een minimale voorsprong van acht seconden, het kleinste verschil ooit tussen de nummers één en twee van de Ronde van Frankrijk.

## Ploegen
De tourorganisatie nodigde 22 teams, met elk 9 renners uit voor de Tour.
| - Reynolds - PDM - Kelme (wildcard) - Helvetia-La Suisse - Super U - Café de Colombia (wildcard) - Z-Peugeot - BH - Panasonic-Isostar - Hitachi-VTM - 7 Eleven-American Airlines (wildcard) | - Paternina-Marcos Eguizabal - Carrera Jeans-Vagabond - RMO-Mavic-Liberia - ADR-Agrigel-Bottechia (wildcard) - Fagor - Histor-Sigma-Fina - Château d'Ax - Toshiba - Domex-Weinmann - SuperConfex-Yoko-Opel - TVM |

## Verloop
De winnaar van het voorgaande jaar en grote favoriet Pedro Delgado maakte figuurlijk een valse start door 2'40" te laat aan de proloog te beginnen. Hij verloor uiteindelijk 2'54" op de winnaar, het Nederlandse talent Erik Breukink die door goede resultaten in de Ronde van Italië en het winnen van de witte trui in de Ronde van Frankrijk 1988 tot de outsiders werd gerekend. Breukink won zes seconden op Laurent Fignon, Sean Kelly en Greg LeMond, die op de plaatsen 2, 3 en 4 eindigden. Een dag later was het echter de Portugees Acacio Da Silva die mee was in een ontsnapping en niet alleen de etappewinst pakte maar ook de gele trui.
In de ploegentijdrit was het het Franse Super U van Fignon dat won, voor de drie Nederlandse teams; Panasonic, Superconfex en PDM. ADR met kopman Lemond kwam op de vijfde plek, op 51 seconden van Super U. Voor Delgado leek de Tour al voorbij, zijn team Reynolds-Banesto eindigde op de 22e en laatste plek. Hij verloor 4'32" en stond al bijna tien minuten achter op Da Silva, die nog de ranglijst aanvoerde. Hij dacht aan opgeven, maar bleef in koers en zou zich bij de eerstvolgende serieuze krachtmeting eindelijk van een positieve kant laten zien. Hij werd tweede in de individuele tijdrit naar Rennes, achter winnaar LeMond maar voor onder andere Fignon, Thierry Marie en Breukink. LeMond nam de gele trui over van Da Silva en had nu vijf seconden voorsprong op Fignon.
De negende etappe voerde het peloton de Pyreneeën in. Voor het eerst reed Miguel Indurain zich in de kijker. De knecht van Delgado ontsnapte in de afdaling van de eerste beklimming en soleerde naar een overwinning in Cauterets. Fignon en LeMond kwamen als zevende en achtste in dezelfde tijd over de finish, op 1'58" van Indurain. Breukink, voor de etappe vierde in het klassement, verloor ruim 13 minuten en zou vier dagen later opgeven. Stephen Roche, winnaar in 1987, verloor bijna een kwartier en zou een dag later niet meer starten. De Nederlanders Steven Rooks en Gert-Jan Theunisse lieten zich wel van voren zien. Met ploeggenoot Kelly kwam ze twee seconden voor Fignon en LeMond over de meet. De tweede Pyreneeënetappe was voor de Schotse klimmer Robert Millar, die samen met Delgado over de finish kwam. De Spanjaard pakte 3'26" terug op Fignon, die het moeilijk had maar wel met twaalf seconden voorsprong op LeMond eindigde, waardoor hij na de etappe de gele trui mocht aantrekken. Lemond stond op zeven seconden, Charly Mottet op 57 en Delgado was inmiddels opgeklommen naar een vierde plek, op minder dan drie minuten.
Na enkele vlakke etappes met onder meer winst voor de Nederlandse sprinter Mathieu Hermans en een tweede etappezege voor zijn landgenoot Jelle Nijdam ging het er in de vijftiende etappe, een klimtijdrit naar Orcières-Merlette, weer om spannen. Rooks won voor de Spanjaarden Marino Lejarreta, Indurain en Delgado. Belangrijk voor het klassement was echter dat LeMond 47 seconden voor Fignon eindigde, waarmee de Amerikaan de leiding weer in handen had. In de volgende etappe verloor Fignon nog eens dertien kostbare seconden. De Fransman leek te capituleren, maar wist zich in de etappe naar l'Alpe d'Huez te herpakken. Hij reed met Delgado in de laatste vier kilometer van de etappe weg van LeMond en kwam met 1'19" voorsprong over de finish, genoeg om de gele trui weer over te nemen. De ritwinst was echter voor Gert-Jan Theunisse, die naar de Tour was gekomen met twee doelen: de bolletjestrui en de etappe naar l'Alpe d'Huez. Hij ging al vroeg in de etappe in de aanval, kwam als eerste boven op de Col du Galibier en de Col de la Croix-de-Fer en reed 130 kilometer solo. De volgende bergetappe was voor Fignon, die gesterkt door zijn herwonnen gele trui de voorsprong op LeMond met 24 seconden uitbouwde. De PDM-ploeg was net als in de voorgaande dagen sterk van voren vertegenwoordigd, met Rooks, Theunisse, groenetruidrager Kelly en de Mexicaan Raúl Alcalá in de top-10 van de etappe en van het klassement. De laatste bergrit, die door het Chartreusegebergte voerde, was voor LeMond. Fignon eindigde echter in dezelfde tijd als tweede, waardoor het verschil voor de tijdrit op de laatste dag 50 seconden bleef.
De tijdrit werd een van de meest memorabele Touretappes. De afstand van Versailles naar de finish op de Avenue des Champs-Élysées was 'slechts' 24,5 kilometer, wat betekende dat LeMond per kilometer ruim twee seconden moest goedmaken op Fignon. Met een zogenaamd triathlonstuur ging de Amerikaan voortvarend van start. Na vijf kilometer had hij zes seconden voorsprong op Fignon, na tien kilometer 18 seconden, na 16 kilometer 29 seconden en na 23 kilometer, bij het opdraaien van de Champs-Élysées, was het verschil 49 seconden. Door de tijdrit met 58 seconden voorsprong te winnen, boog Lemond de achterstand om in een voorsprong van acht seconden, waarmee hij na Jean Robic in 1947 en Jan Janssen in 1968 de derde Tourwinnaar werd die pas op de laatste dag de eerste plek en daarmee de winst wist te grijpen.

## Belgische & Nederlandse prestaties
In totaal namen er 36 Belgen en 27 Nederlanders deel aan de Tour van 1989.

### Belgische etappezeges
- Etienne De Wilde won de 7e etappe van Futuroscope naar Bordeaux.

### Nederlandse etappezeges
- Erik Breukink won de proloog.
- Jelle Nijdam won de 4e etappe van Luik naar Wasquehal en de 14e etappe van Marseille naar Gap.
- Mathieu Hermans won de 11e etappe van Luchon naar Blagnac.
- Steven Rooks won de 15e etappe van Gap naar Orcières-Merlette.
- Gert-Jan Theunisse won de 17e etappe van Briançon naar l'Alpe d’Huez.

## Etappe-overzicht
| datum   | etappe  | route                               | afstand  | winnaar            | gele trui       |
| ------- | ------- | ----------------------------------- | -------- | ------------------ | --------------- |
| 1 juli  | Proloog | Luxemburg (ITT)                     | 7,8 km   | Erik Breukink      | Erik Breukink   |
| 2 juli  | 1       | Luxemburg - Luxemburg               | 135,5 km | Acacio Da Silva    | Acacio Da Silva |
|         | 2       | Luxemburg - Luxemburg (TTT)         | 46 km    | Super U            | Acacio Da Silva |
| 3 juli  | 3       | Luxemburg - Spa-Francorchamps       | 241 km   | Raúl Alcalá        | Acacio Da Silva |
| 4 juli  | 4       | Luik - Wasquehal                    | 255 km   | Jelle Nijdam       | Acacio Da Silva |
| 5 juli  | Rustdag | Rustdag                             | Rustdag  | Rustdag            | Rustdag         |
| 6 juli  | 5       | Dinard - Rennes (ITT)               | 73 km    | Greg LeMond        | Greg LeMond     |
| 7 juli  | 6       | Rennes - Futuroscope                | 259 km   | Joël Pelier        | Greg LeMond     |
| 8 juli  | 7       | Poitiers - Bordeaux                 | 258,5 km | Etienne De Wilde   | Greg LeMond     |
| 9 juli  | 8       | Labastide-d'Armagnac - Pau          | 157 km   | Martin Earley      | Greg LeMond     |
| 10 juli | 9       | Pau - Cauterets                     | 147 km   | Miguel Indurain    | Greg LeMond     |
| 11 juli | 10      | Cauterets - Luchon Superbagnères    | 136 km   | Robert Millar      | Laurent Fignon  |
| 12 juli | 11      | Bagnères-de-Luchon - Blagnac        | 158,5 km | Mathieu Hermans    | Laurent Fignon  |
| 13 juli | 12      | Toulouse - Montpellier              | 242 km   | Valerio Tebaldi    | Laurent Fignon  |
| 14 juli | 13      | Montpellier - Marseille             | 179 km   | Vincent Barteau    | Laurent Fignon  |
| 15 juli | 14      | Marseille - Gap                     | 240 km   | Jelle Nijdam       | Laurent Fignon  |
| 16 juli | 15      | Gap - Orcières-Merlette (ITT)       | 39 km    | Steven Rooks       | Greg LeMond     |
| 17 juli | Rustdag | Rustdag                             | Rustdag  | Rustdag            | Rustdag         |
| 18 juli | 16      | Gap - Briançon                      | 175 km   | Pascal Richard     | Greg LeMond     |
| 19 juli | 17      | Briançon - l'Alpe d'Huez            | 165 km   | Gert-Jan Theunisse | Laurent Fignon  |
| 20 juli | 18      | Le Bourg-d'Oisans - Villard-de-Lans | 91,5 km  | Laurent Fignon     | Laurent Fignon  |
| 21 juli | 19      | Villard-de-Lans - Aix-les-Bains     | 125 km   | Greg LeMond        | Laurent Fignon  |
| 22 juli | 20      | Aix-les-Bains - L'Isle-d'Abeau      | 130 km   | Giovanni Fidanza   | Laurent Fignon  |
| 23 juli | 21      | Versailles - Parijs (ITT)           | 24,5 km  | Greg LeMond        | Greg LeMond     |

## Eindklassementen
| Eindklassement      | Eindklassement         | Eindklassement | Eindklassement |
| ------------------- | ---------------------- | -------------- | -------------- |
| Algemeen klassement | Greg LeMond            | 87u 38' 35"    |                |
| Tweede              | Laurent Fignon         | + 0' 08"       |                |
| Derde               | Pedro Delgado          | + 3' 34"       |                |
| Vierde              | Gert-Jan Theunisse     | + 7' 30"       |                |
| Vijfde              | Marino Lejarreta       | + 9' 39"       |                |
| Zesde               | Charly Mottet          | + 10' 06"      |                |
| Zevende             | Steven Rooks           | + 11' 10"      |                |
| Achtste             | Raúl Alcalá            | + 14' 21"      |                |
| Negende             | Sean Kelly             | + 18' 25"      |                |
| Tiende              | Robert Millar          | + 18' 46"      |                |
| Rode Lantaarn       | Mathieu Hermans (138e) | + 3h 04' 01"   |                |
| Puntenklassement    | Sean Kelly             | 277 punten     |                |
| Tweede              | Etienne De Wilde       | 194 punten     |                |
| Derde               | Steven Rooks           | 163 punten     |                |
| Bergklassement      | Gert-Jan Theunisse     | 441 punten     |                |
| Tweede              | Pedro Delgado          | 311 punten     |                |
| Derde               | Steven Rooks           | 257 punten     |                |
| Jongerenklassement  | Fabrice Philipot       | 88h 23' 18"    |                |
| Tweede              | William Palacio        | + 0' 59"       |                |
| Derde               | Gérard Rué             | + 18' 50"      |                |
| Ploegenklassement   | PDM                    | -              |                |
| Tweede              | Reynolds               | -              |                |
| Derde               | Z-Peugeot              | -              |                |

## Bijzonderheden
- De Nederlandse PDM-ploeg leverde een opvallende prestatie. Ze wonnen de bolletjestrui (Theunisse), de groene en rode trui (Kelly), de lapjestrui (Rooks) en het ploegenklassement en eindigden met vier renners bij de eerste tien.
- Van Kelme, met kopman Fabio Parra die bij de Ronde van Frankrijk 1988 nog als derde was geëindigd, kwam geen enkele renner aan in Parijs. De laatste twee, Parra en Jose Roncancio, gaven op in de elfde etappe.
- De selectie van ploegen vond voor het eerst plaats op basis van de ranglijst van de Internationale Wielerunie. De eerste achttien ploegen van deze lijst werden uitgenodigd, daarbij had de Tourdirectie vier wildcards te verdelen.

 winnaars gele trui · 
 puntenklassement · 
 bergklassement · 
 jongerenklassement · 
 tussensprintklassement · 
 combinatieklassement · 
 ploegenklassement · 
 strijdlust · 
rode lantaarn
records · meeste deelnames · ranglijst etappewinnaars · bekende beklimmingen · valpartijen · dopinggevallen · Grand Départ · Souvenir Henri Desgrange
1903 · 
1904 · 
1905 · 
1906 · 
1907 · 
1908 · 
1909 · 
1910 · 
1911 · 
1912 · 
1913 · 
1914 ·
1915 ·
1916 ·
1917 ·
1918 · 
1919 · 
1920 · 
1921 · 
1922 · 
1923 · 
1924 · 
1925 · 
1926 · 
1927 · 
1928 · 
1929 · 
1930 · 
1931 · 
1932 · 
1933 · 
1934 · 
1935 · 
1936 · 
1937 · 
1938 · 
1939 · 
1940 ·
1941 ·
1942 ·
1943 ·
1944 ·
1945 ·
1946 ·
1947 · 
1948 · 
1949 · 
1950 · 
1951 · 
1952 · 
1953 · 
1954 · 
1955 · 
1956 · 
1957 · 
1958 · 
1959 · 
1960 · 
1961 · 
1962 · 
1963 · 
1964 · 
1965 · 
1966 · 
1967 · 
1968 · 
1969 · 
1970 · 
1971 · 
1972 · 
1973 · 
1974 · 
1975 · 
1976 · 
1977 · 
1978 · 
1979 · 
1980 · 
1981 · 
1982 · 
1983 · 
1984 · 
1985 · 
1986 · 
1987 · 
1988 · 
1989 · 
1990 · 
1991 · 
1992 · 
1993 · 
1994 · 
1995 · 
1996 · 
1997 · 
1998 · 
1999 · 
2000 · 
2001 · 
2002 · 
2003 · 
2004 · 
2005 · 
2006 · 
2007 · 
2008 · 
2009 · 
2010 · 
2011 · 
2012 · 
2013 · 
2014 · 
2015 · 
2016 · 
2017 · 
2018 · 
2019 ·
2020 · 
2021 · 
2022 · 
2023 · 
2024 · 
2025